# Classe Zara
Pour les articles homonymes, voir Zara.
La Classe Zara est une classe de croiseurs lourds italiens de la Regia Marina. Les quatre croiseurs de cette classe, le Zara, le Fiume, le Pola et le Gorizia, furent beaucoup utilisés durant la Seconde Guerre mondiale.

## Unités
| Regia Marina - Classe Zara | Regia Marina - Classe Zara                   | Regia Marina - Classe Zara | Regia Marina - Classe Zara | Regia Marina - Classe Zara | Regia Marina - Classe Zara |
| Croiseur                   | Chantier                                     | Début de construction      | Lancement                  | Entrée en service          | Destination finale         |
| -------------------------- | -------------------------------------------- | -------------------------- | -------------------------- | -------------------------- | -------------------------- |
| Zara                       | Cantiere navale del Muggiano - La Spezia     | 4 juillet 1929             | 27 avril 1930              | 20 octobre 1931            | Coulé le 29 mars 1941      |
| Fiume                      | Cantieri Riuniti dell'Adriatico - Fiume      | 29 avril 1929              | 27 avril 1930              | 23 novembre 1931           | Coulé le 29 mars 1941      |
| Gorizia                    | Chantier naval des frères Orlando - Livourne | 17 mars 1930               | 28 décembre 1930           | 23 décembre 1931           | Coulé le 26 juin 1944      |
| Pola                       | Chantier naval des frères Orlando - Livourne | 17 mars 1931               | 5 décembre 1931            | 21 décembre 1932           | Coulé le 29 mars 1941      |

## Histoire des croiseurs

### Histoire du croiseurZara

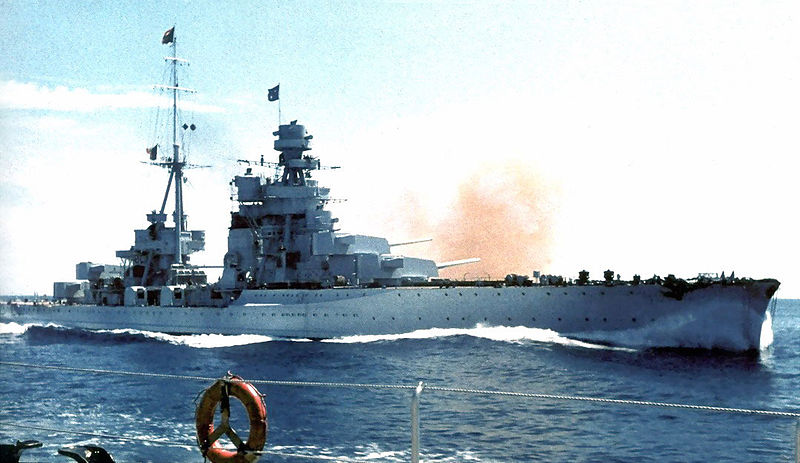
Le croiseur Zara en 1938.

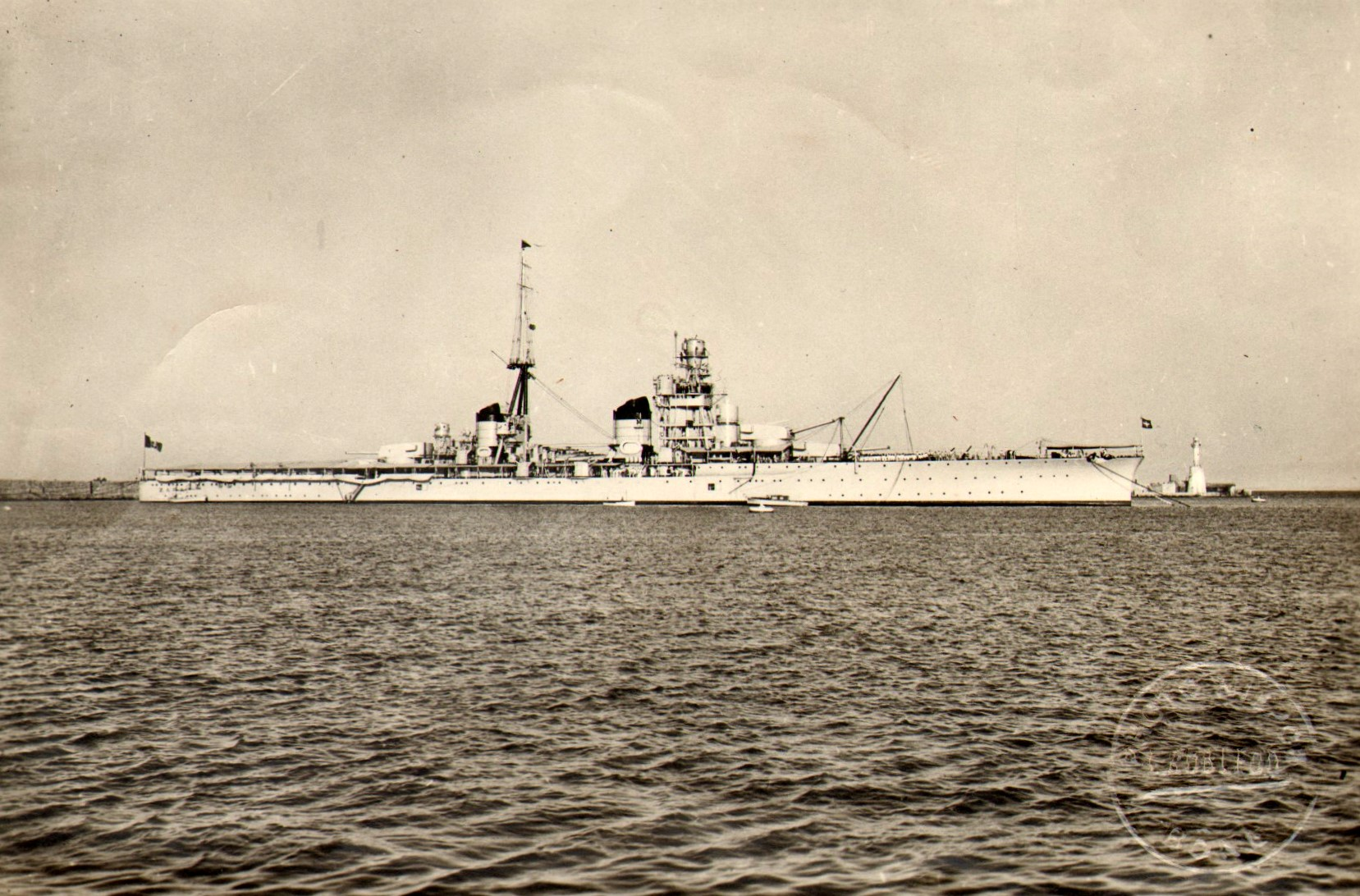
Le croiseur Zara par Ernesto Burzagli.

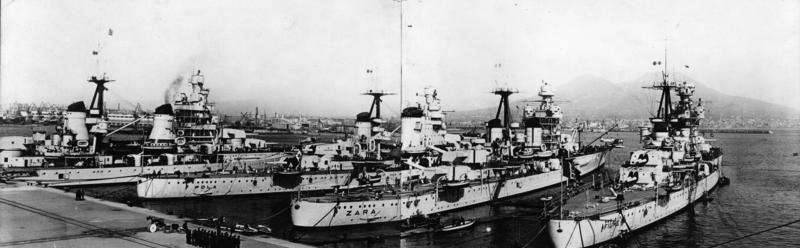
Le Zara, le Fiume et le Pola dans le Golfe de Naples en 1938.

Le croiseur Zara est construit dans le Cantiere navale del Muggiano à La Spezia. Il est lancé le 27 avril 1930 et il entre en service le 20 octobre 1931.
Au début de la Seconde Guerre mondiale, il fait partie de la Ire Division de Croiseurs de la Regia Marina en tant que navire-amirale de la Ire Équipe de la division ayant pour base la ville de Tarente. Le commandant du navire est alors l'amiral Pellegrino Matteucci.
Le Zara participe à la plupart des batailles de la marine italienne, dont la Bataille de Punta Stilo (le 9 juillet 1940), la Bataille de Gaudo (le 28 mars 1941) et enfin la Bataille du cap Matapan (le 29 mars 1941), qui sera la dernière bataille du croiseur. En effet, il sera coulé durant celle-ci tout comme deux autres navires de la Classe Zara : le Fiume et le Pola.

#### La perte du croiseur
Le croiseur Zara, commandé par l’amiral Carlo Cattaneo, aussi commandant de la Ire Division, est envoyé pour secourir son sister-ship, le Pola qui avait été touché par la torpille d’un Swordfish britannique et qui était immobilisé par manque d'énergie et de force motrice. Le Zara n'est pas le seul navire à venir en aide au Pola, en effet, son autre sister-ship, le Fiume, ainsi que la 4e Escadrille de destroyers composée de l’Oriani, de l’Alfieri, du Carducci et du Gioberti.
Une fois arrivé dans la zone où se trouvait la Pola, privé de radar et donc dans l'impossibilité de voir les navires ennemis en raison de l'obscurité de la nuit qui était tombée, le groupe de navires italiens envoyés à la rescousse du Pola (avec les canons fermés par les bouchons prévus pour la navigation nocturne dans des eaux non-hostiles) sont torpillés par surprise à une distance de 6 milles marins par trois cuirassés britanniques : le HMS Barham, le HMS Valiant et le HMS Warspite. Le croiseur Zara, qui avançait en tête des navires italiens, fut le centre de plusieurs tirs de gros calibre. Il prit donc feu et se retrouva hors-service en moins de quatre minutes sans avoir la possibilité de s'éloigner des navires britannique ou faire feu lui-même. Le commandant du navire ordonna donc le sabordage, qui fut exécuté par le colonel du Génie naval Domenico Bastianini. Pendant ce temps, le destroyer Jervis arriva à proximité du Zara et lança quatre torpilles sur le croiseur. Touché par deux de celles-ci, le croiseur Zara explosa en faisant 782 morts, dont l'amiral Cattaneo (1883-1941) et le commandant du navire Luigi Corsi (1898-1941), sur les 1 098 hommes à bord. Parmi les rescapés, 279 furent capturés par les Britanniques.

### Histoire du croiseurFiume

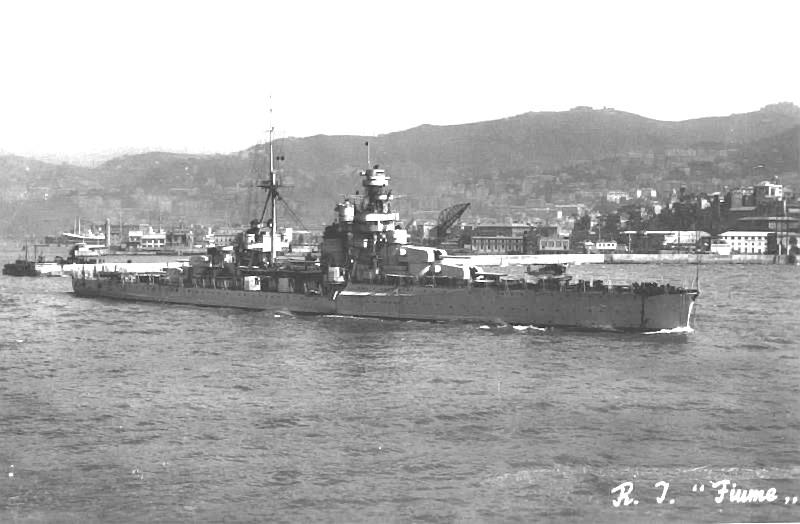
Le croiseur Fiume.

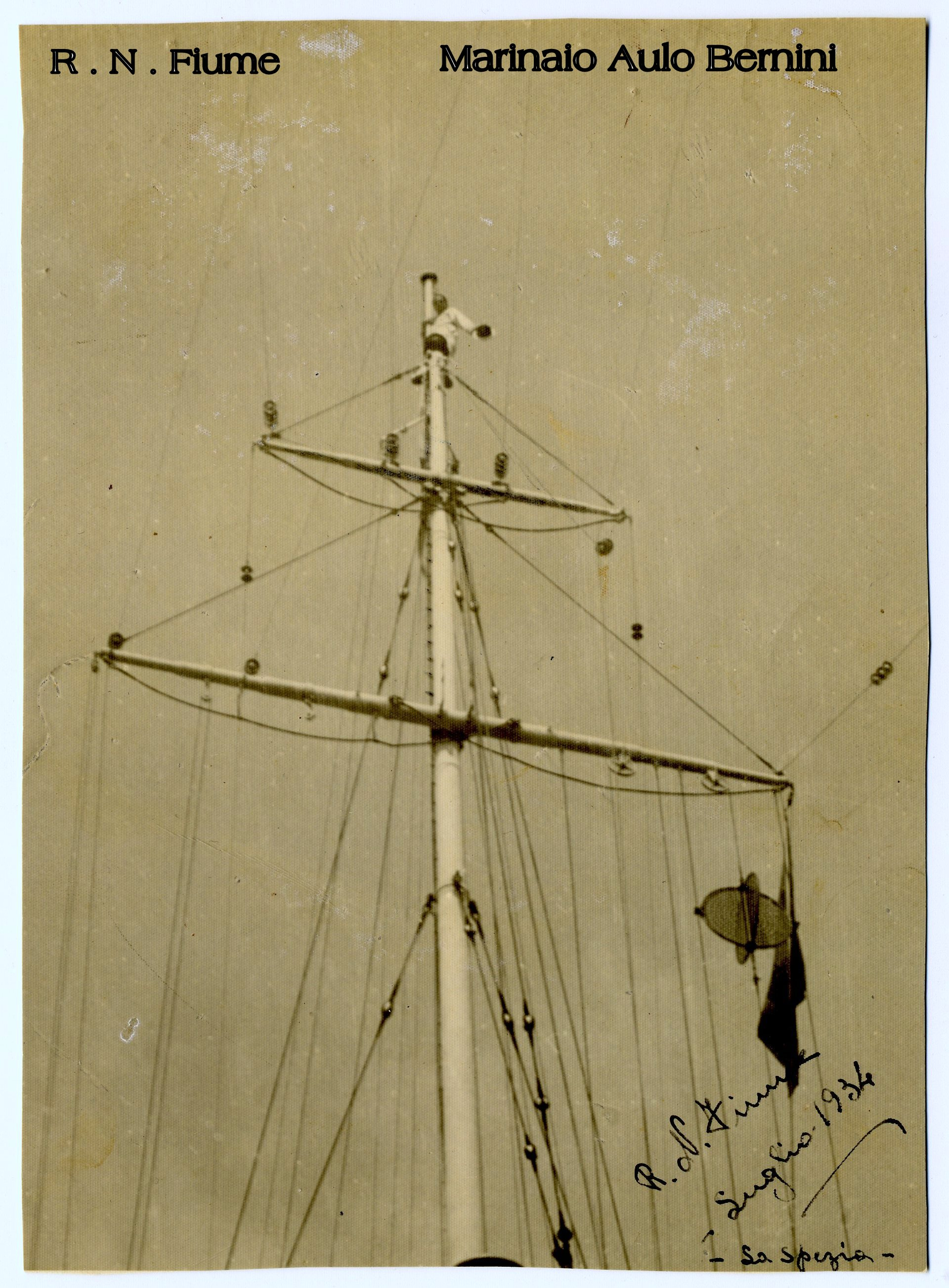
Le mat du Fiume en juillet 1934.

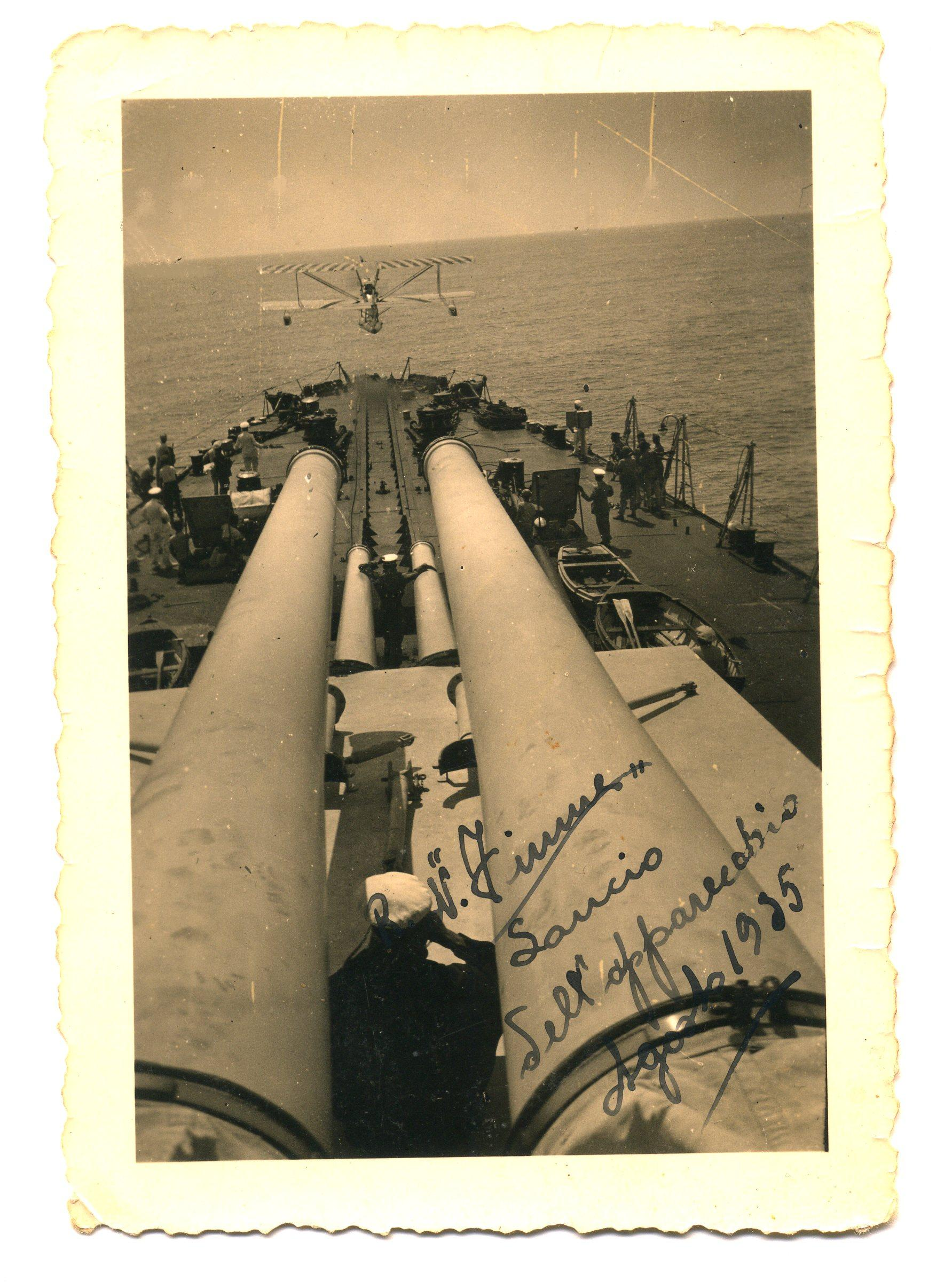
Lancement d'un hydravion en août 1935.

Le croiseur Fiume est construit à partir d'avril 1929 dans les Cantieri Riuniti dell'Adriatico, à Fiume, et entre en service en 1931.
Au début de la Seconde Guerre mondiale, il fait partie de la Ire Division de Croiseurs de la Regia Marina de la Ire Équipe de la division ayant pour base la ville de Tarente.
Le croiseur Fiume participe à 9 missions durant la guerre ainsi qu'à la Bataille de Punta Stilo (le 9 juillet 1940), la Bataille de Cap Teulada et la Bataille de Gaudo (le 28 mars 1941).
Durant la Bataille du cap Matapan, le 28 mars 1941, il est envoyé, ainsi que les autres navires de la Ire Division de Croiseurs pour secourir son sister-ship, le Pola, qui avait été touché par la torpille d’un Swordfish britannique et qui était immobilisé par manque d'énergie et de force motrice. Les croiseurs italiens furent retrouvés par des cuirassés britanniques : le HMS Barham, le HMS Valiant et le HMS Warspite, qui ouvrirent le feu sur les unités italiennes. Le Fiume est alors individualisé par le projecteur du destroyer Greyhound et il est donc dévasté par plusieurs tirs de calibre 381 mm. Le croiseur prend alors feu et se retourne sur le côté droit pour finalement chavirer et couler au fond de la mer.
Parmi les unités italiennes qui furent perdues durant la bataille, le Fiume fut celle qui perdit le plus d'équipages avec 813 morts, dont le capitaine de vaisseau Giorgio Giorgis (qui fut par la suite décoré de la Médaille d'or à la Valeur Militaire), pour 1 104 hommes.
En août 1952, sur une plage à proximité de Cagliari, en Sardaigne, fut retrouvé une bouteille contenant un message d'un des hommes disparus à bord du croiseur Fiume :
« Regia Nave Fiume - Vi prego, Signore, di informare la mia cara madre che io muoio per la Patria. marinaio Chirico Francesco da Futani, Salerno. Grazie Signore - Italia! »
Soit :
« Navire Royal Fiume - Je vous prie, monsieur, d'informer ma chère mère que je meurs pour la Patrie. marin Chirico Francesco de Futani, Salerne. Merci Monsieur - Italie ! »
La mère du marin fut donc informée et son fils reçut la Médaille de bronze à la Valeur Militaire.

#### Étymologie
Le nom du croiseur, Fiume, dérivait de celui de la ville de Fiume (actuelle Rijeka) où il avait été construit. C'est pour cette raison que la devise du navire, Sic indeficienter virtus, dérivait de celle présente sur les emblèmes de Fiume depuis 1659 : Indeficienter.

### Histoire du croiseurGorizia
Le Gorizia était un croiseur lourd de classe Zara mis en service dans la Regia Marina dans les années 1930. Nommé en l'honneur de la ville italienne de Gorizia, il est mis sur cale au chantier Odero-Terni-Orlandi de Livourne (Toscane) le 17 mars 1930, il est lancé le 28 décembre 1930 et admis au service actif le 23 décembre 1931.
Dans les années 1930, le navire participe à de nombreuses revues navales. En 1934, il part en croisière en Afrique orientale, puis deux ans plus tard en Allemagne au cours des Jeux Olympiques d'été de 1936. Il participe à la guerre civile espagnole; évacue les ressortissants italiens en août 1936, et subit une violente explosion dans un réservoir de gaz lors de son retour vers l'Italie. Le navire soutient l'invasion italienne de l'Albanie en 1939.
Au cours de la Seconde Guerre mondiale, le Gorizia participe à de nombreuses missions d'attaques de convois britanniques en Méditerranée. En juillet 1940, il participe à la bataille de Punta Stilo, à la bataille du cap Teulada en novembre et à la Première et Deuxième bataille de Syrte en 1941 et 1942. Gravement endommagé à l'ancrage lors d'un raid aérien en avril 1943, le navire alors en réparation lors de la capitulation italienne est saisie par l'Allemagne, qui finissent par le saborder en 1944. L'épave est démantelée en 1947.

### Histoire du croiseurPola
Le Pola était un croiseur lourd de classe Zara mis en service dans la Regia Marina dans les années 1930. Nommé en l'honneur de la ville italienne de Pola (aujourd'hui Pula, en Croatie), il est mis sur cale au chantier Odero-Terni-Orlando de Livourne (Toscane) le 17 mars 1931, il est lancé le 5 décembre 1931 et admis au service actif le 21 décembre 1932.
Il fut navire amiral du 2e Escadron de la 1re Division puis opéra dans la 3e Division, où il participa à de nombreuses missions d'attaques de convois britanniques en Méditerranée pendant la Seconde Guerre mondiale. En juillet 1940, il participa à la bataille de Punta Stilo, à la bataille du cap Teulada en novembre et à la bataille du cap Matapan en mars 1941. Lors de cette bataille, il fut coulé avec ses sister-ships Fiume et Zara dans la nuit du 29 mars 1941 par trois cuirassés britanniques.

## Source de la traduction
- (it) Cet article est partiellement ou en totalité issu de l’article de Wikipédia en italien intitulé « Classe Zara (incrociatore) » (voir la liste des auteurs).

- (it) Cet article est partiellement ou en totalité issu de l’article de Wikipédia en italien intitulé « Zara (incrociatore) » (voir la liste des auteurs).